# 時代零售
時代零售集團有限公司（除牌當時為1832.HK），曾是香港交易所上市。1997年由方鏗家族創立，當時是江蘇時代超級市場有限公司成立，在2007年於香港交易所主板上市。
2009年，已被樂天百貨收購成功後，已撤銷上市。

## 外部參考
1. ↑  .   [2011年9月29日]. （原始内容存档于2019年8月23日）.

## 連結
- 樂天百貨股份有限公司 （页面存档备份，存于）